# 聖イルデフォンソ (エル・グレコ、イリェスカス)
『聖イルデフォンソ』（せいイルデフォンソ、西: San Ildefonso、英: Saint Ildefonsus）は、クレタ島出身のマニエリスム期スペインの巨匠エル・グレコが1597-1603年にキャンバス上に油彩で制作した絵画である。作品は、イリェスカス (Illescas, Toledo) のカリダー施療院 (Santuario de Nuestra Señora de la Caridad) のために描かれ、現在も施療院に掛けられている。エル・グレコはカリダー施療院の祭壇画を委嘱され、1603-1605年の間に『聖母戴冠』、『受胎告知』、『慈愛の聖母』、『キリストの降誕』 (すべてカリダー施療院蔵) を描いたが、本作は記録には残されていない。おそらく、本作は1603年以前に制作されたのであろう。

## 作品
この絵画に描かれている人物は、7世紀のトレド大司教で、トレドの守護聖人の聖イルデフォンソである。彼は『完全無垢な処女聖母マリア』を著して、異教徒に対して聖母マリアの擁護論を展開した。エル・エスコリアル修道院にあるエル・グレコの同主題作で、イルデフォンソは大司教の冠と豪華な肩掛けを着け、聖母マリアから授けられた上祭服 (カズラ) を身に纏っている。彼は、天使に囲まれた聖母マリアからこの上祭服を受け取る場面が描かれるのが普通である (エル・グレコ美術館の『トレドの景観と地図』を参照) が、時には本作のように聖母子の絵画または彫像とともに描かれることもある。
本作は、エル・グレコの手になる数多くの聖人像でも最高傑作の1つである。16世紀当時の黒い衣服に身を包んだイルデフォンソがトレド大聖堂にある小礼拝堂で、金の縁飾りのついた深紅の豪華な布で覆われた机に向かって書き物をしているところが描かれている。書き物は、おそらく聖母マリアの処女性を擁護するイルデフォンソの著作の1つである。彼は、小礼拝堂に所持していた聖母子像 (おそらく『イリェスカスの慈愛の聖母』) からインスピレーションを得ようと、ふとペンを持つ手を休めて左側を向いている。その表情には深い精神性と聖母とともにいる喜びが溢れており、それが明るい灰色をまじえたかなり荒い筆致によって見事に表されている。
画中の聖母子像『イリェスカスの慈愛の聖母』には伝説があった。聖ルカが刻んだとされ、西暦50年ごろに聖ペトロによってスペインにもたらされた。7世紀になってイルデフォンソが彫像を入手し、彼が設立したベネディクト会修道院に与えた。イベリア半島のイスラム占領時代に修道院は破壊されたが、彫像は奇跡的に生き延び、1500年にカリダー施療院が設立された時、礼拝堂に安置されたという。
なお、本作は高い完成度を誇るが、机は斜めに置かれ、背後の扉は奥に開かれ、一方、聖母子像が安置されている場所も不明確であるなど、空間構成は必ずしも単純ではない。
本作は、2020-2021年にマドリードのプラド美術館に展示された。

## 関連作品

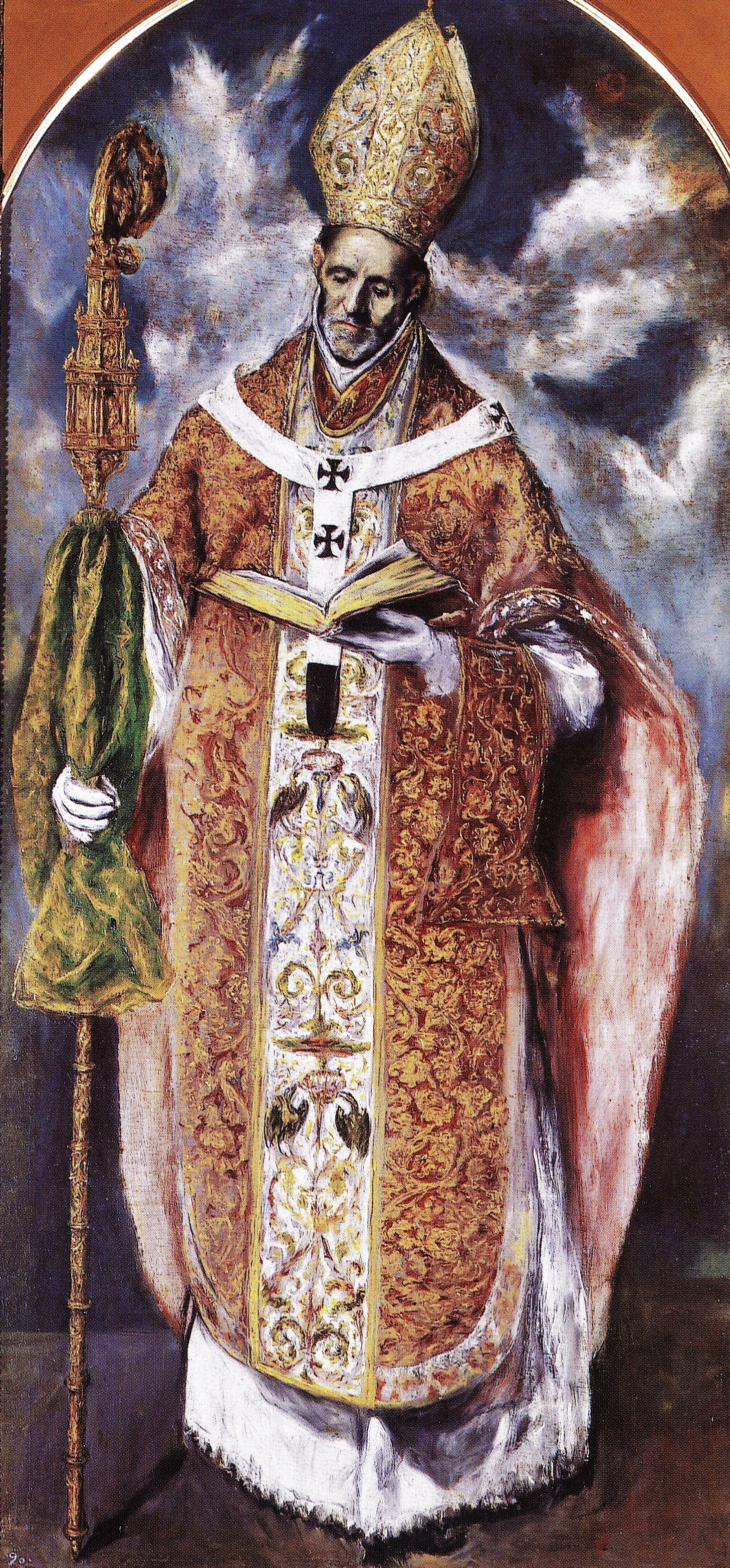
エル・グレコ『聖イルデフォンソ』、1609年、エル・エスコリアル修道院
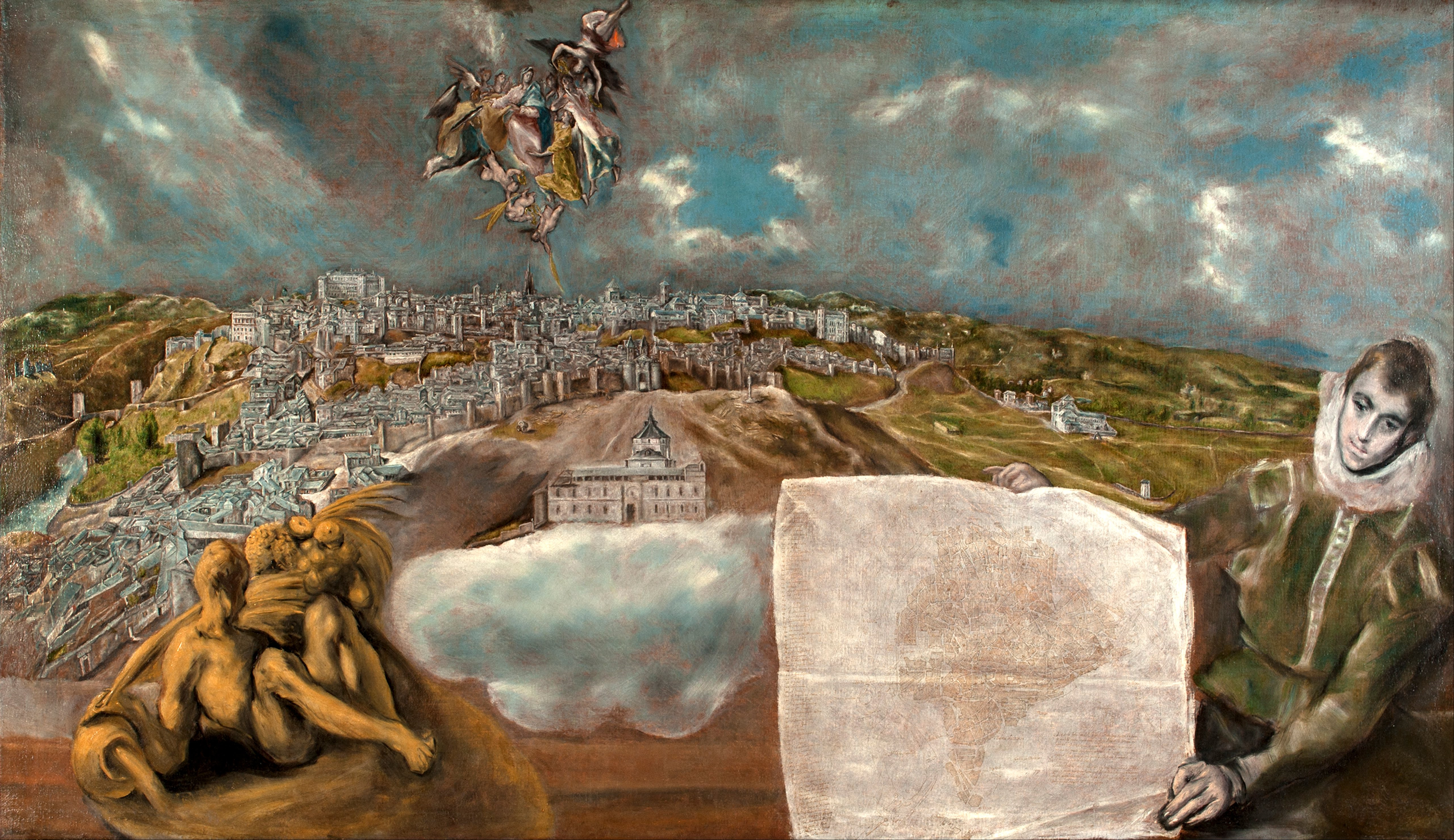
エル・グレコ『トレドの景観と地図』、1610-1614年ごろ、エル・グレコ美術館（英語版）